# Château de Courcelles-lès-Semur
 (avril 2023).
- Si vous ne connaissez pas le sujet, laissez ce bandeau (vous pouvez alors contacter les auteurs).
- Si vous supprimez le contenu mis en cause (vous pouvez préalablement contacter les auteurs),

argumentez précisément cette suppression dans la page de discussion
(un manque de référence n'est pas un argument ; une recherche réelle de référence doit avoir été effectuée, être formellement documentée).
Le château de Courcelles-lès-Semur est un château du XVIIIe siècle reconstruit sur une base du XIIIe sièclesitué à Courcelles-lès-Semur, en Bourgogne-Franche-Comté.

## Localisation
Le château est situé à l'ouest du village sur le rebord d'une terrasse dominant la RD 980.

## Historique
En 1317, il est fait mention dans des lettres du mariage de Guillotte, fille de Jean, seigneur de Courcelles d'une maison forte. En avril 1333, le duc de Bourgogne échange le château et Courcelles contre le château d'Authumes. Si les ducs de Bourgogne y firent de nombreux séjours, le château n’est pas épargné par l’incertitude du temps : en 1361, il est menacé par les grandes compagnies et en 1439, Jean Chalyot avoue avoir dû négocier sa sécurité avec les écorcheurs. En 1367, un impôt est levé par le bailli d’Auxois pour en payer les réparations[réf. souhaitée].
Le 17 avril 1374, le duc donne à Guy et Guillaume de la Trimouille, les châteaux de Courcelles et de Montigny-Saint-Barthélemy pour services rendus. En 1468, le premier est décrit comme un beau château seigneurial en bon état avec plus de trente pièces à cheminées, et à l’entour, de beaux fossés en eau, avec murs du côté des champs en "aucun lieu effondrés". En 1586, Jean, vicomte de de Tavannes est arrêté "dans une de ses maisons à Corcelles, près de Semur-en-Auxois"[réf. souhaitée].
A la Révolution le château se compose de quatre corps de bâtiments encadrant une grande cour accessible par une grande porte en pierre de taille avec canonnières et une meurtrière construite pour recevoir un pont levis ; en face de la porte d’entrée une petite tour très haute accolée au bâtiment du fond ; et au dehors du côté nord, une tour carrée de dimensions considérables avec meurtrières dans le dessus et sur les trois faces[réf. souhaitée].

## Architecture
Le château de Courcelles est un bâtiment médiéval remanié du XVe siècle au XVIIIe siècle. Il se compose de plusieurs bâtiments autour d'une tour carrée aujourd’hui ouverte au sud, face au village. Entouré d'un fossé partiellement en eau, il est flanqué de tours et de contreforts. Le corps de logis principal, à un étage carré, ferme la cour au nord. L'étage est desservi par un escalier en-œuvre dans l'angle sud-est. À l'ouest, la cour est fermée par un bâtiment moderne. À l'est, un bâtiment d'enceinte très abîmé dont toutes les croisées sont murées. Les bâtiments d'enceinte sont flanqués dans les fossés de trois tours ou bases de tour carrée. La première, au sud de la courtine ouest, a un étage carré sous pavillon. La seconde, à 45 degrés sur l'angle nord-ouest, est complétée au sud d’une tour à latrine de plan carré. L'ensemble avait trois étages mais le dernier a été transformé en combles avec un toit à deux versants. De la troisième tour, au milieu de la façade du bâtiment est, il ne reste que le rez-de-chaussée. Jusqu'en 1794, une quatrième tour carrée se dressait dans l'angle nord-est de la plate-forme. L’ensemble a été tardivement transformé en ferme[réf. souhaitée].
Le château, le sol et les douves sont inscrits aux monuments historiques par arrêté du 13 octobre 1999

## Valorisation du patrimoine
En 1961, Bernard Borderie y tourne une partie du film, Les Trois Mousquetaires, avec Mylène Demongeot et Georges Descrières.